# By the Fireside
Au coin du feu
By the Fireside (Au coin du feu) est un poème de Robert Browning, publié dans le recueil de poèmes Men and Women en 1855.